# Lucidity (computerspel)
Lucidity is een 2D side-scrolling platform/puzzelcomputerspel van LucasArts. Het spel werd uitgegeven op 7 oktober 2009 en is beschikbaar voor Microsoft Windows en Xbox Live Arcade. Het is ook het eerste spel van LucasArts uitgebracht voor Xbox.

## Gameplay
De speler dient het meisje Sofi te helpen tijdens haar droom over de zoektocht naar haar grootmoeder Nanny, die plots spoorloos verdween.
Sofi loopt gedurende het gehele spel horizontaal over het scherm (van links naar rechts). De speler bestuurt niet Sofi, maar wel een cursor waarmee hij diverse objecten dient aan te maken en/of te plaatsen (zoals trappen, trampolines, katapulten, ...) om zo tot een soort van kettingsreactie te komen waardoor Sofi beschermd is tegen vijanden en obstakels. Net zoals in Tetris verschijnen de te plaatsen objecten in een random volgorde waarbij het volgende object in een van de hoeken zichtbaar wordt. De speler kan ten hoogste één object uit de reeks apart houden om later te gebruiken. Het is niet mogelijk om objecten te weigeren. In zowat elk level zijn er vuurvliegen die de energie van Sofi gedeeltelijk terug op peil kunnen brengen. Ook extra bonuslevels komen beschikbaar wanneer de gebruiker een aanzienlijk aantal vuurvliegen heeft. Wanneer Sofi in kuilen valt of in doornstruiken belandt, herstart het level.

## Ontvangst
Het spel werd matig ontvangen. IGN gaf het spel een score van 6.3/10 met de opmerking dat het design mooi is, maar dat de gameplay niet opwindend genoeg is.. EuroGamer gaf een score 8/10 met melding dat het spel kan vervelen wanneer Sofi sterft. Het spel begint namelijk terug aan het begin van het level. Volgens EuroGamer had LucasArts beter checkpunten in een level kunnen inbouwen vanwaar men herstart. Ook GameSpot prijst de graphics, maar is van mening dat het spel aan de korte kant is en de random volgorde waarin objecten verschijnen, frustrerend is. GameSpot gaf een score 5.5/10.